# M18 (天体)
座標:  18h 19m 58s, −17° 06′ 00.1″
M18 (NGC 6613) は、いて座にある散開星団。

## 概要
昔からあまり観測者に注目されておらず、シャーバーン・バーナムは「最も軽視された星団」としている。ステファン・ジェームス・オメーラは10等星の５つの星で縁取られた部分を翼と考え、黒鳥に例えている。黒鳥というのは二重の意味が含まれ、この星団が軽視される原因にもなっている。また時々、銀河系の星団リストから除外されているという。
明るく若い星が多く、年齢は3200万年程度とされている。M18の周囲には北にM17があり、北西には淡い星雲の列であるIC 4701が、南には「スタークラウド」とも呼ばれるM24を見ることができる。
双眼鏡や小口径の望遠鏡でも楽しめるが、星の数が少ないため天の川に埋もれるようであまり目立たない。口径50mmの双眼鏡では星雲状に見え、近くのM17やM24と同視野で見ることができる。口径8cmの望遠鏡で高倍率をかけると星に分離できる。一般には低倍率で小さくまとまって見るようにした方が良いと言われている。巨大な望遠鏡による写真撮影では背後にある多数の淡い星を見ることができる。

## 観測史
1764年にフランスの天文学者シャルル・メシエがM16とともに発見した。「暗い星からなる星団で、M17の少し下にあり、M16よりも少し見えにくい。3.5フィート望遠鏡では星雲が見えるが、よい望遠鏡では星だけが見える」と記している。実際には、星雲はなく、スミスはその記載に言及し「熱心な観測者の使用する望遠鏡が必ずしもその熱意に応えてくれないものだ」と記している。ハーシェルは「星が少なく、非常にまばらな星団」と記している。